# Sellinger Wijken
De Sellinger Wijken is een voormalig kanaalwaterschap in de provincie Groningen.
De voornaamste taak van het schap was het onderhouden van enkele wijken bij Sellingen. Verder droeg het de zorg voor de Brug Panta Rhei.
Waterstaatkundig gezien ligt het gebied sinds 2000 binnen dat van het waterschap Hunze en Aa's.